# Zeta Trianguli Australis
Zeta Trianguli Australis (ζ TrA / HD 147584 / HR 6098) es una estrella de la constelación del Triángulo Austral, la sexta más brillante de la misma con magnitud aparente +4,91.
Es una binaria espectroscópica de tipo espectral F9V con una luminosidad conjunta de 1,4 soles.
Tiene una metalicidad comparable o ligeramente inferior a la del Sol
y una edad —estimada mediante girocronología— de aproximadamente 2080 millones de años.
La componente primaria del sistema parece ser una estrella de la secuencia principal —obtiene su energía a partir de la fusión nuclear de hidrógeno en helio— algo más caliente que el Sol. La estrella secundaria ha sido catalogada como una estrella de tipo G1; sin embargo, trabajos recientes indican que su masa está comprendida entre 0,09 y 0,45 masas solares, lo que corresponde a una enana roja de tipo M1V a M7V. El período orbital del sistema es de 12,98 días, siendo la órbita casi circular con una muy baja excentricidad de 0,014.
A pesar de ser una estrella localizada a 70° S, Zeta Trianguli Australis forma parte de la corriente de estrellas de la asociación estelar de la Osa Mayor.
Se encuentra a 39,5 años luz del sistema solar.